# 1940年札幌オリンピック
1940年札幌オリンピック（1940ねんさっぽろオリンピック）は、1940年（昭和15年）2月3日から12日まで日本の北海道札幌市で開催予定だった第5回冬季オリンピックである。札幌1940（Sapporo 1940）と呼称される。日中戦争（支那事変）の戦局の影響などにより日本が開催権を返上し実現しなかった。

## 概要

### 開催決定に至る経緯
1936年のベルリンで開催された国際オリンピック委員会（IOC）総会で、1940年夏季オリンピックの開催地が日本の東京に決定し、当時のオリンピック憲章では夏季オリンピック開催国が冬季オリンピックの開催地の優先権を認められており、それに向けて全日本スキー連盟は札幌、日本スケート連盟は東京に近い日光を適切地としその後霧ヶ峰、乗鞍、志賀高原、菅平が開催地に立候補し、日本体育協会は1936年3月18日の「冬季競技調査委員会」にて札幌を第一候補に決定した。
しかし、ガルミッシュ・パルテンキルヘンオリンピックにて、有力なスキー選手が出場不能となった要因であるアルペンスキーのインストラクターをプロ選手としてオリンピック出場資格を与えない方針のIOCと、反対する国際スキー連盟（FIS）の対立や日本の開催能力不足への懸念、ノルウェーからの強い開催主張により議論となり、1937年ワルシャワでのIOC総会にて以下の条件付きで札幌での開催を仮決定した。
- 日本の開催困難が来年3月のIOCカイロ総会までに決定的となった場合はノルウェーでの開催とする
- 副島伯（副島道正）はノルウェーの開催意思を日本へ持ち帰りなるべくノルウェーに開催権を譲るべき事を伝える
- ノルウェーは夏冬のオリンピックを切り離す（1944年大会以降夏冬の開催国を別々とする）オリンピック憲章改正案をカイロ総会まで保留する

その後中島公園への屋外スケートリンク建設や神社山でのボブスレーコース測量、無線電話やテレビ放送の研究等といった準備を進め、1938年1月にはガルミッシュ・パルテンキルヘンオリンピックを監督し東京オリンピックの技術顧問を務めるヴェルナー・クリンゲベルクが札幌の準備状況を視察したが問題を指摘する発言は見られなかった。
1938年3月、カイロでのIOC総会ではクリンゲベルクの支持に加え「札幌グランドホテルの100名分増築」「高等小学校を新築し選手村に充当する」「選手待遇費として一人頭500円を外来選手役員に支出する」といった支援策を表明し札幌での開催が正式決定した。

### 開催権返上に至る経緯
当時、前年に始まった日中戦争の戦局がますます激化・泥沼化していくなか、陸軍を中心に物資調達面の障害になることを懸念されたことや、日中戦争の交戦国である中華民国の選手団の出場問題などを巡り、国の内外から開催反対の意見が相次いだ。この他前述のIOCとFISのアマチュア規定をめぐる対立に伴い、スキー競技を行わない方針もあり大会の失敗も危惧された。
日本側も欧米各国のスキー連盟役員らにスキー競技の復活を訴えかけ賛同を得ていた一方、国家総動員体制のもと大会に否定的な状況となり日本政府からの大会補助金の決定が進まず開催の是非は政府の判断次第となり、1938年7月14日に厚生省の会議で開催権返上を決定し翌日の閣議で返上を正式決定、16日に開催中止し17日に実行委員会を解散した。

### 代替開催計画と中止
国際オリンピック委員会は札幌に代えてサンモリッツ（スイス）、さらにはガルミッシュ＝パルテンキルヒェン（ドイツ）を指名したが、1939年9月の第二次世界大戦の勃発により、こちらも中止のやむなきに至っている。なお、冬季大会は夏季大会とは異なり、開催されなかった大会は第1回からの通し番号（回次）がつかないため、公式的にも「幻のオリンピック」となった。

### 再開催
第5回冬季オリンピックは第二次世界大戦の終結後、1948年に中立国として第二次世界大戦に参戦しなかったスイスのサンモリッツで開催された。
五輪計画中にボブスレー競技が認知されたこともあり1937年に設立された「札幌ボブスレー協会」が海外への選手派遣を行い、1951年には札幌出身の内藤晋が世界スピードスケート選手権で日本人で初優勝し、1954年には円山陸上競技場でアジア初開催となる男子世界スピードスケート選手権が行われ成功を収めるといったことが五輪計画中止後も札幌のウィンタースポーツが世界からの注目を集めることに寄与した。
札幌での五輪開催は、1964年夏季オリンピックの東京開催決定をきっかけに1956年に市議会にて提案があり1957年には冬季五輪招致の意見書が可決されるも財源の問題から立候補には踏み切らなかったが、1959年に全日本スキー連盟から世界スキー選手権や冬季五輪の開催を打診された事や1960年にIOCアベリー・ブランデージ会長が「日本で冬季五輪を開催するなら札幌地区が適当」との談話を発表したこともあり原田與作札幌市長が招致に前向きな意思を示し1961年に札幌創建100年にあたる1968年の開催を目標に招致委員会を設立。
豊平町との合併を視野に入れた大規模総合計画推進の大義名分としても位置づけられたが、1968年大会の招致は失敗。招致活動に約7500万円の巨費が投じられたこともあり市長への不信任案が提出されるも若年層からの強い開催支持の声があったことや、東京オリンピックの成功で招致への気運が高まったことから再度立候補を行い、1966年に1972年冬季オリンピックの招致を成功させ中止から32年後に実現した。

## 主な実施会場計画
- 円山競技場 - 開閉会式[10]
- 中島公園 - スケート（屋内・屋外スケート競技場を新設）[10]
- 大倉山シャンツェ - スキージャンプ[10]
- 手稲山 - スキー滑降[10]
- 神社山 - ボブスレー[4]